# Хартман, Ингрид
И́нгрид Ха́ртман (нем. Ingrid Hartmann; 23 июля 1930, Бад-Зальцуфлен — 9 ноября 2006) — немецкая гребчиха-байдарочница, выступала за сборные ФРГ и Объединённой Германии в конце 1950-х — начале 1960-х годов. Серебряный призёр летних Олимпийских игр в Риме, серебряный и бронзовый призёр чемпионатов мира, обладательница серебряной и бронзовой медалей чемпионатов Европы, победительница многих регат национального и международного значения.

## Биография
Ингрид Хартман родилась 23 июля 1930 года в городе Бад-Зальцуфлен. Увлёкшись греблей на байдарках и каноэ, проходила подготовку в Дуйсбурге в местном спортивном клубе «Бертазе Дуйсбург».
Первого серьёзного успеха на взрослом международном уровне добилась в сезоне 1957 года, когда попала в основной состав западногерманской национальной сборной и побывала на чемпионате Европы в бельгийском Генте, откуда привезла награду серебряного достоинства, выигранную в зачёте двухместных байдарок на дистанции 500 метров. Год спустя выступила на чемпионате мира в Праге, где вместе с напарницей Терезой Ценц получила бронзу в двойках на пятистах метрах. Ещё через год добавила в послужной список бронзовую награду, полученную на домашнем европейском первенстве в Дуйсбурге.
Благодаря череде удачных выступлений Хартман удостоилась права защищать честь страны на летних Олимпийских играх 1960 года в Риме, где представляла так называемую Объединённую германскую команду, собранную из спортсменов ФРГ и ГДР. Стартовала здесь в паре с той же Терезой Ценц в полукилометровой гонке байдарок-двоек — благополучно квалифицировалась на предварительном этапе, после чего в решающем заезде заняла второе место и завоевала тем самым серебряную олимпийскую медаль — на финише их опередил только советский экипаж Антонины Серединой и Марии Шубиной.
Став серебряной олимпийской призёркой, Ингрид Хартман осталась в основном составе гребной команды ФРГ и продолжила принимать участие в крупнейших международных регатах. Так, в 1963 году она отправилась представлять страну на чемпионате мира в югославском Яйце, где в составе четырёхместного экипажа, куда также вошли гребчихи Росвита Эссер, Эрика Фельтен и Аннемари Циммерман, выиграла серебряную медаль — на финише их опередила сборная Советского Союза. Вскоре по окончании этих соревнований Хартман приняла решение завершить карьеру профессиональной спортсменки, уступив место в сборной молодым немецким гребчихам.